# Регламент про будівельну продукцію
Регла́мент про будіве́льну проду́кцію, або РБП (англ. Construction Products Regulation, CPR) — регламент у законодавстві ЄС, який встановлює узгоджені умови для продажу будівельних виробів і замінює Директиву щодо будівельних виробів (89/106/ЄЕС). Цей регламент ЄС призначений для спрощення та уточнення існуючих рамок для розміщення на ринку будівельних виробів.
Положення цього регламенту спрямовані на:
- Уточнення нанесення маркування CE на будівельні вироби.
- Запровадження необхідности видавати декларацію про характеристики як основу для маркування CE.
- Визначення чітких правил для оцінки та перевірки систем сталости характеристик (AVCP), застосовних до будівельних виробів (колишня Атестація відповідности AoC).
- Визначення ролі та обов’язків виробників, дистриб’юторів, імпортерів, уповноважених органів, органів технічної оцінки, органів ринкового нагляду та органів держав-членів щодо застосування цього регламенту ЄС.
- Запровадження спрощених процедур, які дозволять зменшити витрати для бізнесу, особливо МСП.
- Забезпечення чіткої структури для гармонізованих технічних специфікацій (гармонізованих стандартів і європейських документів з оцінки) і єдиної технічної мови для будівельних виробів.

## 305 регламент в Україні
1 січня 2023 року набув чинності Закон України «Про надання будівельної продукції на ринку», він же, який базується на засадах регламента ЄС 305/2011.
До 1 січня 2026 року всі українські виробники будматеріалів зобов’язані почати працювати за новим регламентом. Відповідно до постанови Кабінету Міністрів України №426, закон охоплює майже всі види будівельної продукції.
Переваги та ризики впровадження 305 регламенту в Україні:
- Підвищення якості будівельної продукції.
- Кращий захист споживачів.
- Спрощення виходу українських виробників на ринок ЄС.
- Лібералізація ринку будматеріалів.
- Підвищення конкуренції з європейськими виробниками.
- Можливе закриття виробників із застарілим обладнанням.

27 листопада 2024 року в Європейському Союзі прийнятий новий Регламент №2024/3110, що набув чинності 7 січня 2025 року з перехідним періодом 1 рік та замінює попередній Регламент №305/2011, на якому базувався закон України «Про надання будівельної продукції на ринку».

## Вільний рух продуктів
Основною метою РБП є усунення технічних бар’єрів у торгівлі, щоб гарантувати вільний рух будівельної продукції в межах спільного внутрішнього ринку через відмінність продукції та стандартів тестування, процесів затвердження та документів відповідности в різних державах-членах. Ключовими елементами цього є гармонізований стандарт продукції та європейські документи оцінки. Гармонізовані стандарти встановлюються європейськими органами стандартизації CEN (Європейський комітет стандартизації) і CENELEC (Європейський комітет з електротехнічної стандартизації) із залученням зацікавлених сторін. Якщо виробник бажає оголосити характеристики будівельного виробу, на який ще не поширюється гармонізований стандарт на продукцію, він може використати процедуру встановлення європейської технічної оцінки.
З огляду на те, що неможливо було створити таку гармонізацію на національному рівні, ці заходи були вжиті на європейському рівні відповідно до принципу субсидіарности статті 5 договору Європейського Союзу. У цьому ж договорі зазначено, що Європейський Союз не втручається в компетенцію своїх держав-членів, які є суверенними у визначенні всіх засобів для забезпечення того, щоб споруди відповідали встановленим цілям щодо здоров’я, безпеки та захисту. Ось чому CPR зосереджується виключно на характеристиках будівельних виробів і використанні відповідного маркування CE.

## Основні вимоги до будівельних робіт
РБП перераховує сім важливих основних вимог до будівельних робіт («BRCW»), яким будівельні роботи повинні задовольняти в цілому, але в той же час РБП залишає державам-членам право вибирати, як вони будуть застосовуватися на національному рівні.
1. Механічна стійкість і стабільність;
2. Безпека при пожежі;
3. Гігієна, здоров'я та навколишнє середовище;
4. Безпека і доступність у використанні;
5. Захист від шуму;
6. Енергозбереження та збереження тепла;
7. Раціональне використання природних ресурсів.

Крім того, у РБП зазначається, що будівельні роботи в цілому та в окремих частинах повинні бути придатними для використання за призначенням (...). Ті характеристики, які відносяться до цих основних вимог до будівельних робіт, визначаються як істотні характеристики будівельних виробів. Маркування CE виражає відповідність характеристик будівельного виробу цим основним характеристикам і виконання відповідних вимог гармонізованого законодавства ЄС. Таким чином, з маркуванням CE будівельних виробів виробник бере на себе як відповідальність, так і відповідність продукту та виконання основних характеристик.
Держави-члени не можуть забороняти «робити доступними» (тобто продаж і розповсюдження) таких продуктів із маркуванням CE і не можуть забороняти використання таких продуктів, доки заявлені характеристики відповідають усім національним вимогам.

## Декларація експлуатаційних характеристик (DoP)
Для нанесення маркування CE на будівельний виріб виробник зобов’язаний скласти Декларацію про характеристики (DoP), якщо будівельний виріб охоплюється гармонізованим стандартом або відповідає європейській технічній оцінці. Будь-яка інформація про характеристики продукту щодо основних характеристик може бути надана лише у формі декларації про характеристики. Маркування CE наноситься на сам продукт і, якщо це неможливо, на упаковку чи супровідні документи.
Декларація повинна:
- бути в паперовому вигляді;
- надаватися електронними засобами;
- бути розміщеною на вебсайті (згідно з Делегованим Регламентом Комісії (ЄС) № 157/2014[16]).

Декларація має бути написана мовою держави-члена, де продукт доступний.
DoP повинен бути складений відповідно до встановленої моделі, як викладено в додатку III РБП (зі змінами, внесеними Делегованим Регламентом Комісії (ЄС) № 574/2014 від 21 лютого 2014) і містити принаймні таке:
- посилання на тип товару;
- систему оцінювання;
- номер і дата гармонізованого стандарту;
- використання за призначенням;
- перелік істотних характеристик;
- продуктивність принаймні однієї з істотних характеристик.

Щоб мати можливість скласти Декларацію про характеристики, виробники повинні пройти через процес, який включає етапи документації, перевірку третьою стороною і, нарешті, сертифікацію. РБП детально описує п’ять різних процедур оцінки зі зменшенням тяжкости (Система 1+, 1, 2+, 3, 4). Завдання, які необхідно розробити, описані в Додатку V регламенту, внесеного Делегованим Регламентом Комісії (ЄС) 568/2014.
Залежно від застосовуваної процедури оцінки виробник повинен розробити технічну документацію з детальним описом будівельного виробу, його методу виробництва, кінцевих звітів про випробування, проведених у сторонніх лабораторіях (ITT – початкове випробування типу), їх класифікацію результатів (звіт про класифікацію) і можливі розширення (EXAP – розширений звіт про застосування). Цей перший етап супроводжується фабричним авдитом, за допомогою якого призначений уповноважений орган перевіряє, чи система якости виробника на його фабриці може забезпечити постійність у часі, щоб зберегти для серійного виробництва заявлені основні характеристики випробуваного зразка. Позитивний авдит призводить до видачі уповноваженим органом сертифіката сталости характеристик, за допомогою якого виробник має право видавати декларацію про характеристики для свого сертифікованого будівельного продукту.

## Обов'язки суб'єктів господарювання
Цей регламент ЄС розрізняє два моменти в процесі дистрибуції будівельної продукції: надання та розміщення на ринку, і пов'язує з кожним етапом різні обов'язки для суб'єктів господарювання, які беруть участь у цьому процесі. Введення в обіг означає будь-яку пропозицію для розповсюдження або використання на ринку Союзу в процесі комерційної діяльности за плату або безоплатно. Таким чином, перший раз, коли продукт стає доступним, визначається як розміщення на ринку. Тільки виробники або імпортери можуть розміщувати продукцію на ринку, тоді як дистриб'ютори, імпортери та виробники можуть надалі робити її доступною.
Всупереч загальноприйнятій практиці та знанням, виробник не несе виключної відповідальности за надання продукції, що відповідає встановленим вимогам. Крім того, імпортер або дистриб'ютор може розглядатися як виробник і, таким чином, підлягає всім зобов'язанням виробника у випадках, коли він розміщує продукт на ринку під своїм ім'ям або торговою маркою або модифікує будівельний виріб, вже розміщений на ринку. Навіть якщо це прямо не зазначено в РБП, DoP і всі супровідні документи вважаються юридичними документами і не повинні змінюватися, а повинні поставлятися в тому вигляді, в якому вони були надані виробником.
|            | Виробник | Імпортер | Дистриб'ютор | Представник                                                                         |
| ---------- | --- | --- | --- | ----------------------------------------------------------------------------------- |
| Визначення | Виробник або продавець під своєю назвою будівельного виробу | Розміщує продукт із третьої країни на ринку Союзу | Суб’єкт, відмінний від імпортера чи виробника, який надає продукцію | Діє від імені виробника за письмовим дорученням                                     |
| Обов'язки  | - скласти ДП - оформити технічну документацію - забезпечити постійність виробництва - правильно маркувати продукти - постачання інструкцій або інформації про безпеку - вилучити або відкликати продукти - інформувати владу у разі виникнення проблем - надати документи органам влади | - імпортувати лише сумісні продукти - переконатися, що документація доступна виробником - вказати контактні дані імпортера на товарі - постачання інструкцій або інформації про безпеку - забезпечити відповідне зберігання та транспортування продукції - у відповідних випадках провести тестування зразків - тримати DoP доступним - вилучити або відкликати продукти - інформувати владу у разі виникнення проблем - надати документи органам влади | - діяти з належною обережністю - переконатися, що документація доступна виробником - переконатися, що на продукт нанесено маркування CE - надати документи органам влади - інформувати виробника у разі виникнення проблем - інформувати владу у разі виникнення проблем - забезпечити відповідне зберігання та транспортування продукції | - тримати DoP доступним - надавати документи органам влади - співпрацювати з владою |

## Обов'язки держав-членів
Держави-члени відіграють важливу роль у функціонуванні спільного ринку Європейського Союзу. Держави-члени не повинні запроваджувати національні закони, які перешкоджають вільному переміщенню будівельних виробів, і не повинні визначати інші методи, окрім тих, що зазначені в узгоджених стандартах, для визначення характеристик основних характеристик. Коли гармонізований стандарт на продукцію стає доступним, національні органи стандартизації зобов’язані транспонувати стандарт, а після закінчення Періоду співіснування (період, протягом якого можуть використовуватися як старі національні, так і нові європейські стандарти) можливі суперечливі національні стандарти повинні бути вилучено та суперечливі національні положення.
Крім того, держави-члени зобов’язані призначити контактні пункти щодо продуктів, які вперше передбачені Регламентом 764/2008 про національні технічні правила, які надають зрозумілу інформацію про положення, спрямовані на виконання основних вимог до будівельних робіт, і мають гарантувати чесну конкуренцію через створення органів ринкового нагляду.
Держави-члени повинні призначити для своєї території один нотифікуючий орган, який відповідатиме за створення, сертифікацію та моніторинг нотифікованих органів. Ці уповноважені органи є інститутами, уповноваженими проводити оцінку та перевірку виробників будівельних виробів і будівельних виробів, які вони мають намір маркувати знаком CE.

## Ринковий нагляд
Положення, пов’язані з ринковим наглядом, включені до регламенту, були змінені Регламентом (ЄС) 2019/1020 щодо ринкового нагляду та відповідности продукції. У новому законодавчому тексті вводяться додаткові статті щодо нагляду за дистанційними продажами (онлайн), координації органів влади, повноважень ринкового нагляду та створення мережі Союзу з відповідности продукції. Юридичний текст також змінює статтю 56(1) Регламенту (ЄС) № 305/2011.